# チェルシーバン
チェルシーバン（英: Chelsea bun）は、18世紀にイギリスのケンジントン・アンド・チェルシー王室特別区 チェルシー地区のチェルシー・バン・ハウスで最初に焼かれたカラントバンで、ハノーヴァー王家が好んで食べており、王家の人間は自国で同様の菓子に順応していた。この店は1839年に取り壊された。
このバンズはレモンの皮、シナモンまたは混合スパイスで味付けされた栄養価の高い酵母生地で作られる。ローラで伸ばした生地に干し葡萄、粗糖やバターを混ぜ合わせたものを薄く広げたのちに四角形に成形されていく。このバンズの作り方はシナモンロールのそれと非常によく似ている。焼かれた後、伝統的なチェルシーバンはシロップ（または冷水と砂糖）で照りをつける。冷めないうちに照りをつけるので水分が蒸発し、ねっとりとした砂糖の薄い層が残る。市販用に製造された菓子パンには時折砂糖漬けの衣で覆われているものもある。